# Coleochloa
Coleochloa es un género de plantas herbáceas con siete especies pertenecientes a la familia de las ciperáceas.   Comprende 10 especies descritas y de estas, solo 7 aceptadas.

## Taxonomía
El género fue descrito por Charles Louis Gilly y publicado en Brittonia 5: 12. 1943. La especie tipo es: Coleochloa abyssinica (Hochst. ex A.Rich.) Gilly

## Especies aceptadas
A continuación se brinda un listado de las especies del género Coleochloa aceptadas hasta febrero de 2014, ordenadas alfabéticamente. Para cada una se indica el nombre binomial seguido del autor, abreviado según las convenciones y usos.
- Coleochloa abyssinica (Hochst. ex A.Rich.) Gilly
- Coleochloa glabra Nelmes
- Coleochloa microcephala Nelmes
- Coleochloa pallidior Nelmes
- Coleochloa schweinfurthiana (Boeckeler) Nelmes
- Coleochloa setifera (Ridl.) Gilly
- Coleochloa virgata (K.Schum.) Nelmes